# سینسیوس
سینسیوس (یونانی: Συνέσιος؛ ۳۷۳ – ۴۱۴ پس از میلاد) فیلسوف، نویسنده، و کشیش اهل امپراتوری بیزانس بود. او اسقف یونانی بطلمیوس در لیبی باستان، بخشی از پنتاپولیس غربی برقه بود. او بین سال‌های ۳۷۰ و ۳۷۵ از پدر و مادری ثروتمند دربیضا در نزدیکی سیرنه به‌دنیا آمد.
هنوز جوان بود که به همراه برادرش اوپتیوس به اسکندریه رفت و در آن‌جا یک نوافلاطونی مشتاق و شاگرد هیپاتیا شد. بین سال‌های ۳۹۵ و ۳۹۹ مدتی را در آتن گذراند.
در سال ۳۹۸ توسط سیرنه به‌عنوان فرستاده دربار امپراتوری در قسطنطنیه و کل پنتاپولیس انتخاب شد. او برای تحویل تاج آروم به پایتخت رفت و وظیفه او دریافت بخشودگی مالیات برای کشورش بود. در قسطنطنیه حمایت اورلیانوس بخشدار قدرتمند پراتورین را به‌دست آورد. سینسیوس یک خطابه با عنوان پادشاهی مملؤ از پندهای موضعی در مورد مطالعات یک فرمانروای خردمند، خطاب به امپراتور آرکادیوس نوشت، این خطابه همچنین حاوی بیانیه‌ای جسورانه مبنی بر این‌که اولویت اول امپراتور باید جنگ با فساد و جنگ علیه فساد و نفوذ بربرها به ارتش روم باشد.
اقامت سه ساله او در قسطنطنیه خسته‌کننده بود. فراغتی که بر او تحمیل می‌شد را به سرایش ادبی اختصاص داد. اورلیانوس موفق شد برای او بخشودگی مالیات سیرنه و پنتاپولیس و معافیت از تعهدات چاپی را اعطا کند، اما پس از آن در شرمگین و همه چیز را از دست داد. بعدها اورلیان به قدرت بازگشت و کمک‌های مالی خود را به سینسیوس بازگرداند. سپس شاعر در باب رؤیاها را سرود؛ تمثیلی که در آن ازیریس خوب که نماینده اورلیان و تایفون بد که گوت گایناس است، برای چیرگی تلاش می کنند، و سؤال از اراده الهی درباره شر است.
در سال ۴۰۲ طی یک زلزله، سینسیوس قسطنطنیه را ترک کرد تا به سیرنه بازگردد. از اسکندریه عبور کرد، و در سال ۴۰۳ به آن‌جا بازگشت. قبل از بازگشت به سیرنه در سال در شهر مصر بود که همان‌جا ازدواج کرد. سال‌های بعد برای سینسیوس پرمشغله بود. نگرانی اصلی او سازماندهی دفاع از پنتاپولیس در برابر حملات سالانه قبایل همسایه بود.
در سال ۴۱۰ سینسیوس، که مسیحیت او تا آن زمان به هیچ وجه آشکار نبود، به عنوان اسقف بطلمیوس انتخاب شد، و پس از تردیدهای طولانی در زمینه‌های شخصی و اعتقادی، در نهایت منصبی را که به او سپرده شد، پذیرفت. او توسط تئوفیلوس در اسکندریه تقدیس شد. یکی از مشکلات شخصی او که اجازه حفظ همسرش که بسیار به او وابسته بود، برطرف شد. او صریحاً آزادی شخصی در مخالفت در مورد مسائل مربوط به خلقت روح، رستاخیز، و نابودی نهایی جهان را تصریح کرده است، درحالی‌که در همان زمان موافقت کرد که در آموزه‌های عمومی پایبند دیدگاه‌های عمومی ارتدکس باشد.
دوران تصدی وی در مقام اسقف نه تنها به‌خاطر سوگواری‌های شخصی (سه پسرش درگذشتند، دو نفر اول در سال ۴۱۱ و سومین در سال ۴۱۳) بلکه به‌دلیل تهاجمات لیبی به کشور که برقه را ویران کرد و او را به تبعید کشاند، او را با مشکل مواجه کرد، همچنین درگیری با پرازیس آندرونیکوس، که او را به دلیل دخالت در حق پناهندگی کلیسا تکفیر کرد. تاریخ مرگ او مشخص نیست، اما به احتمال زیاد در سال ۴۱۳ است، زیرا در همان سال از بستر مرگ نامه خداحافظی برای هیپاتیا نوشت.
فعالیت‌های چند جانبه او، همان‌طور که در نامه‌هایش نشان داده می‌شود، و موضع میانجی‌گری او بین نوافلاطونیان و مسیحیت، او را به موضوعی جذاب تبدیل می‌کند. علایق علمی او توسط نامه او به هیپاتیا، که در آن اولین اشاره شناخته‌شده به یک هیدرومتر وجود دارد، و با اثری در مورد کیمیاگری در قالب تفسیری بر شبه‌دموکریتوس  تأیید می‌شود،

## آثار
- سخنرانی در برابر امپراتور آرکادیوس، پادشاهی (درباره پادشاهی)
- خدا، در نهاد خود چیست، که در آن هدفش از وقف کردن خود به فلسفه را نشان می‌دهد.
- توصیه‌ای برای طاسی، بازی ذهن
- مصر یا مشیت، در دو بخش، که به عنوان داستان مصر نیز شناخته می‌شود، در مورد جنگ علیه گیناهای گوت و درگیری بین دو برادر اورلیانوس و سزاریوس.
- در باب رؤیاها، رساله‌ای در مورد رؤیاها
- قانون اساسی
- کاتاستاز، توصیفی از پایان سیرنایکا روم
- نامه‌ها (نامه‌هایی در یک متن، ۵۷ نامه، که در واقع یک سخنرانی است)
- هیمنی، با شخصیتی متفکرانه و نوافلاطونی
- دو موعظه
- انشایی در مورد ساخت اسطرلاب
- کتابی در مورد پرورش سگ (دیگر موجود نیست)
- اشعاری که در نامه‌های سینسیوس ذکر شده است (دیگر موجود نیست)

## میراث
تعدادی از سرودهای سنتی مسیحی ، از جمله "خداوند عیسی، به من فکر کن" بر اساس نوشته های او هستند.